# درايف (استديو)
شركة درايف المحدودة (باليابانية: 株式会社ドライブ، بالروماجي: Kabushiki-gaisha doraibu) هو استوديو رسوم متحركة ياباني و موسيقى، تأسس في 11 مايو عام 2015، ويقع مقره في سوغينامي في طوكيو.

## أعمال الاستوديو

### مسلسلات أنمي تلفزيونية
| العنوان                                                   | المخرج                            | تاريخ بداية العرض | تاريخ نهاية العرض | عدد الحلقات | المراجع |
| --------------------------------------------------------- | --------------------------------- | ----------------- | ----------------- | ----------- | ------- |
| Actors: Songs Connection                                  | أوسامو ياماساكي                   | 6 أكتوبر 2019     | 22 ديسمبر 2019    | 12          | [ 1 ]   |
| Teppen!!!!!!!!!!!!!!! Laughing 'til You Cry ‏              | شينجي تاكاماتسو توشينوري واتانابي | 2 يوليو 2022      | 24 سبتمبر 2022    | 12          | [ 2 ]   |
| To Your Eternity Season 2                                 | كيوكو ساياما                      | 23 أكتوبر 2022    | 12 مارس 2023      | 20          | [ 3 ]   |
| KonoSuba: An Explosion on This Wonderful World!           | تاكاومي كاناساكي يوجيرو آبي       | 6 أبريل 2023      | 22 يونيو 2023     | 12          | [ 4 ]   |
| أوزوماكي                                                  | هيروشي ناغاهاما                   | 2023              |                   | 4           | [ 5 ]   |
| KonoSuba God's Blessing on This Wonderful World! Season 3 | يوجيرو آبي                        | 2024              |                   |             | [ 6 ]   |
| The Demon Prince of Momochi House                         | بوب شيراهاتا                      | 2024              |                   |             | [ 7 ]   |
| Tying the Knot with an Amagami Sister                     | يوجيرو آبي                        | 2024              |                   |             | [ 8 ]   |

### أونا أنمي
| العنوان   | المخرج                     | تاريخ بداية العرض | تاريخ نهاية العرض | عدد الحلقات | المراجع |
| --------- | -------------------------- | ----------------- | ----------------- | ----------- | ------- |
| Vlad Love | مامورو أوشي جونجي نيشيمورا | 14 نوفمبر 2021    | 14 مارس 2021      | 12          | [ 1 ]   |

## وصلات خارجية
- الرسمي باللغة اليابانية